# Етернавт (телесеріал)
Етернаут (ісп. El Eternauta) — аргентинський телесеріал, створений Бруно Станьяро за однойменним коміксом 50-х років Гектора Германа Естерхельда та ілюстратора Франсіско Солано Лопеса. Серіал, створений Netflix та K&S Films, розповідає про групу людей, які вижили після смертельного снігопаду, спричиненого вторгненням іншопланетян.

## Сюжет
Однієї ночі в Буенос-айресі стався таємничий снігопад, який швидко вбив більшу частину населення. Хуан Сальво та його друзі зібралися тієї ночі пограти в труко та опинилися серед тисяч тих, хто вижив, але після цього життя перетворюється на боротьбу. Вони дізнаються, що сніг був лише початком атаки позаземних загарбників. «Єдиний спосіб залишитися в живих — це об'єднатися та боротися. Ніхто не виживе поодинці».

## Акторський склад та персонажі
- Рікардо Дарін у ролі Хуана Сальво, «звичайна людина, що потрапила в надзвичайну ситуацію.»[6]
- Карла Петерсон у ролі Елени, колишньої дружини Сальво[6]
- Сесар Тронкосо у ролі Альфредо Фаваллі («Тано»)[6]
- Андреа П'єтра у ролі Ани, дружини Фаваллі[6]
- Аріель Сталтарі у ролі Омара: оригінальний персонаж, створений для серіалу, якого Сталтарі описав як «око глядача, що певною мірою ставить під сумнів зв'язок між друзями.»[6]
- Марсело Субіотто у ролі Лукаса, друга Сальво[6]
- Мора Фіс у ролі Клари Сальво, доньки Хуана та Елени[6]
- Клаудіо Мартінес Бель у ролі Полскі («Русо»), друга Сальво[6]
- Оріанна Карденас у ролі Інги, оригінальний персонаж, створений для серіалу[6]

## Епізоди
| № серії (загалом) | № серії (в сезоні) | Назва серії                       | Режисер(и)     | Сценарист(и)                                            | Оригінальна дата показу |
| ----------------- | ------------------ | --------------------------------- | -------------- | ------------------------------------------------------- | ----------------------- |
| 1                 | 1                  | «Ніч трюків» «Ніч карт»           | Бруно Станьяро | Бруно Станьяро, Аріель Сталтарі та Габріель Станьяро    | 30 квітня 2025          |
| 2                 | 2                  | «Вийдіть на сонце» «Крок у сонце» | Бруно Станьяро | Бруно Станьяро, Аріель Сталтарі та Марія Алісія Гарсіас | 30 квітня 2025          |
| 3                 | 3                  | «Магнетизм»                       | Бруно Станьяро | Бруно Станьяро та Аріель Сталтарі                       | 30 квітня 2025          |
| 4                 | 4                  | «Кредо» «Віровчення»              | Бруно Станьяро | Бруно Станьяро, Аріель Сталтарі та Мартін Вайн          | 30 квітня 2025          |
| 5                 | 5                  | «Пейзаж» «Горизонт»               | Бруно Станьяро | Бруно Станьяро та Аріель Сталтарі                       | 30 квітня 2025          |
| 6                 | 6                  | «Холодний томатний сік»           | Бруно Станьяро | Бруно Станьяро, Аріель Сталтарі та Марія Алісія Гарсіас | 30 квітня 2025          |

## Передумови
У 1968 році рекламна продюсерська компанія Gil & Bertolini придбала права на Етернавт для створення анімаційного телесеріалу, який мав бути представлений на Першій всесвітній бієнале коміксів. Кожен епізод мав представляти сам Естерхельд, а анімація створювалася за допомогою техніки ротоскопіювання, яка на той час була дуже дорогою. Проект скасували після створення 24-хвилинного пілотного епізоду.
Протягом наступних двадцяти років фінансові проблеми та проблеми з авторськими правами перешкоджали різним адаптаціям Етернавта для кіно та телебачення. Аргентинські режисери, такі як Фернандо «Піно» Соланас та Густаво Москера, висловлювали зацікавленість в адаптації матеріалу, як і Адольфо Арістарайн. Тоді Арістарайн зазначав, що єдиний спосіб зняти фільм — це зробити його англійською мовою, оскільки бюджет становив би щонайменше US$10–15 мільйонів, а американські актори були умовою для отримання необхідного фінансування від американських продюсерських компаній, але «це не було б правильним шляхом», оскільки він вважав аргентинську культуру невід'ємною частиною Етернавта.
У 1995 році був проект мінісеріалу, очолюваний важливою телевізійною мережею з Буенос-Айреса, зі спеціальними ефектами, за які відповідала компанія комп'ютерної анімації Aicon. Попередній контракт було підписано з великою голлівудською студією. У 2007 році італійська продюсерська компанія працювала над адаптацією Етернавта за згодою вдови Естерхельда та його онуків. Вона вела переговори з аргентинськими студіями та Національним інститутом кіно та аудіовізуальних мистецтв (INCAA) щодо можливої спільної постановки. У 2008 році режисерку Лукрецію Мартель запросили для кіноадаптації Етернавта. Вона працювала над сценарієм півтора року,, дія якого відбувалася б у сучасності, але родина Естерхельда вважала, що він надто віддаляється від оригінального матеріалу, продюсери відступили, і проект зупинився. У 2018 році іспанський режисер Алекс де ла Іглесія висловив зацікавленість у створенні адаптації, з актором Рікардо Даріном, який мав зіграти головну роль у проекті.
Режисер Бруно Станьяро завжди любив оригінальний матеріал і відчував до нього близькість, називаючи його «чітку та точну прив'язаність до [аргентинського] простору» впливом на його ранні проекти Піца, пиво і сигарети (1998) та Окупас (2000). У 2003 році він почав писати власну версію історії, дія якої відбувалася в постапокаліптичному Буенос-Айресі сучасності, завершивши сценарій першого епізоду та провівши тести з зіркою Окупас Родріго де ла Серна у продюсерській компанії Ideas del Sur. Однак проект був скасований через бюджетні проблеми.

## Виробництво

### Розвиток
K&S Films уклала угоду зі спадкоємцями автора на початку 2000-х років. Проект, спочатку задуманий як фільм, перетворився на серіал після того, як у 2018 році до нього долучився Netflix. За словами продюсера K&S Films Матіаса Мостейріна, «Повернення до епізодної структури було найкращим сценарієм з точки зору наративу та вірності ДНК оригінальної історії.» Того ж року Станьяро зустрівся з Мостейріном та співпродюсером Летицією Крісті й розповів їм про свій проект, який вони пов'язали зі своєю версією Етернавта. Мартін Естерхельд — онук автора — та Лаура Бруно, які володіють правами на оригінальний комікс, дали дозвіл на проект за умови, що зйомки відбуватимуться в Буенос-Айресі та мовою серіалу буде іспанська.
У лютому 2020 року співзасновник Netflix Рід Гастінгс оголосив, що вони продюсуватимуть серіальну адаптацію Етернавта під керівництвом Станьяро, з Мартіном Естерхельдом — також кінематографістом — як консультантом, із запланованим релізом між кінцем 2021 та початком 2022 року. У серпні 2021 року віце-президент Netflix з контенту для Латинської Америки Франсіско Рамос запевнив, що проект просувається, але серіал не вийде раніше 2023 року через ускладнення, пов'язані з пандемією COVID-19. Рамос детально описав розробку сценарію, а також «технологічний і технічний дизайн» серіалу, який він назвав «одним із найамбітніших латиноамериканських проектів іспанською мовою, коли-небудь створених». У березні 2025 року Рамос повторив, що вважає Етернавта «поворотним моментом для кіноіндустрії Аргентини» з точки зору «технологічних досягнень, сміливості, розваг та кінематографічної мови». У лютому 2023 року Етернавт став одним із проектів, відібраних для програми BA Cash Rebate для міжнародних постановок, що знімаються в Буенос-Айресі, отримавши до 20 % компенсації витрат.
1 травня 2025 року, наступного дня після прем'єри першого сезону, Netflix підтвердив розробку другого сезону, який завершить серіал, зі Станьяро, який повертається як творець і режисер. За словами Франсіско Рамоса, другий сезон «глибоко зануриться в багато науково-фантастичних концепцій, які лише згадувалися в першому сезоні, і вони будуть повністю розкриті», і, ймовірно, складатиметься з восьми епізодів.

### Написання сценарію
Сценарій був написаний за два роки. На початку розробки було прийнято рішення перенести дію серіалу в сучасність. За словами Станьяро, це відповідало духу оригінального твору, в якому автор «багато грає з його сучасністю для читача». Суть полягала в тому, щоб місто було «живою присутністю в історії», а глядачі впізнавали простір, в якому живуть персонажі, як паралельну версію їхнього власного світу.
Станьяро вважав, що головним викликом було прийняття рішень, необхідних, але суперечливих серед шанувальників оригінального твору. "Це схоже на пастку, поза рішеннями, які ви приймаєте, завжди будуть ті, які залишаться незадоволеними. Існує менталітет «не чіпати оригінальну історію, бо вона священна». Він також зазначив, що «Етернаут», на відміну від інших постапокаліптичних художніх творів, показав розгортання подій у реальному часі, замість того, щоб забігати наперед до точки, де вони вже просунулися, що він вважав «однією з його найбільших складностей».
Станьяро підкреслив складність адаптації історії з серіалізованого коміксу, з «абсолютно ефемерними» арками персонажів і «малою довготривалою конструкцією», до телесеріалу з годинними епізодами. Він хотів зберегти «хиткість» і якість коміксу «Етернаут», який представляв аргентинську культуру, і який він вважав «тим, що ми можемо зробити для світової наукової фантастики».
Мартін Естерхельд заявив, що серіал має на меті бути вірним баченню його діда, де «ніхто не рятує себе» і існує «колективний герой», термін, який автор включив у свій оригінальний пролог до коміксу. Станьяро додав, що серіал розповідає про персонажів, які були «майже побиті системою або ось-ось будуть відкинуті», і яким дають другий шанс. Мостейрін сказав, що серіал також розповідає про вірність і дружбу, він описав його як «трагедію, але також як епос і пригоду».

### Дизайн
Марія Батталья та Хуліан Ромера були художниками-постановниками серіалу. Батталья пояснила, що сніг у Буенос-Айресі був натхненний «високогірними документальними фільмами, норвезькими художниками та різними фотографами Буенос-Айреса» для реалістичності. Вони розглядали оригінальний комікс як Біблію серіалу, консультуючись з ним для вирішення художніх та естетичних проблем. Для шоу було створено п'ять різних видів сніжинок для різних цілей, таких як кухонна сіль для слідів на землі, сухе пінисте мило для падаючого снігу.
Щодо костюму Хуана Сальво, Дарін прокоментував, що хотів щось «водонепроникне і легке, більш сучасне», але Станьяро наполягав на використанні одягу зі «старим запахом», і зупинився на овечій шкурі, яка була набагато важчою в носінні і виявилася складною під час виконання трюків. Зрештою, Дарін схвалив рішення режисера..

### Зйомки
Зйомки розпочалися в Буенос-Айресі в травні 2023 року. Оператором-постановником виступив Гастон Жирод. Було оголошено, що до акторського складу увійшли Карла Петерсон, Сезар Тронкосо, Андреа П'єтра, Аріель Стальтарі, Марсело Субіотто, Клаудіо Мартінес Бель, Оріанна Карденас і Мора Фіш. У червні 2023 року сцени знімали на Авеніда Хенераль Пас, межі між Партіа Вісенте Лопеса та районами Буенос-Айреса Núñez і Saavedra. На декораціях були сніг, озброєні солдати та старі автомобілі. Подальші зйомки в Сааведра відбулися в жовтні 2023 року. У листопаді 2023 року повідомлялося, що зйомки затримуються через щільний графік Даріна. Зйомки продовжилися з рештою акторського складу, в той час як Петерсон вже закінчила зйомки своїх сцен. Зйомки завершилися в грудні 2023 року, і тривали 148 днів.
Було використано понад 35 локацій, які протягом 25 етапів створювалися за допомогою віртуального виробництва Величезні площі Буенос-Айреса були відскановані цифровим способом і переведені в систему віртуальної реальності Unreal Engine, щоб потім спроектувати їх на екран на знімальному майданчику, що дозволило знімати екстер'єри з різних середовищ по черзі, не приносячи при цьому у жертву «самобутність і реалізм». Пандемія COVID-19 дозволила зняти «спустошене місто» з коміксу.

### Post-production
Постпродакшн тривав півтора року. Алехандро Бродерсон та Алехандро Парисов працювали редакторами, Мартін Гріньяскі був звукорежисером, а Пабло Акаме та Ігнасіо Поль були VFX супервайзерами. Станьяро вважав технологічний розвиток однією з головних причин, чому проект став можливим. Він вважав, що дуже важливо мати автономію «розробляти, а потім володіти» цифровим середовищем замість того, щоб воно «надходило вже заздалегідь розробленим з-за кордону», оскільки оригінальна робота мала «таке глибоке коріння» в Аргентині, що тільки місцеві жителі могли її створити. Потім відскановані та спроектовані середовища були відправлені в іноземні студії, щоб «доповнити роботу»..
Серед міжнародних постачальників візуальних ефектів були DNEG в Лондоні, ReDefine в Барселоні, Scanline VFX в Лос-Анджелесі, Planet X в Голландії та ILP в Стокгольмі. Візуальні ефекти були вплетені під час зйомок, щоб дозволити Станьяро «залишатися творчим на знімальному майданчику» і мати більше свободи.

## References
1. ↑  "El Eternauta": la esperada serie de Netflix confirmó su fecha de estreno — 2025.
2. ↑  Рецензія на серіал «Етернавт» / The Eternaut. ITC.ua. 3 травня 2025. Процитовано 8 травня 2025.
3. ↑  Етернавт став хітом Netflix і підкорив глядачів по всьому світу. 360 UA NEWS (укр.). 5 травня 2025. Процитовано 8 травня 2025.
4. 1 2 3 4  Benvenuto, Agustina (30 січня 2025). The First Season of 'The Eternaut' Will Release Globally on Netflix on April 30th. Netflix. Архів оригіналу за 30 січня 2025. Процитовано 30 січня 2025.
5. ↑  Дутік, Катерина (3 травня 2025). Етернавт: на Netflix вийшов аргентинський серіал-сенсація із хорошим сюжетом і несподіваним твістом. OBOZREVATEL (укр.). Процитовано 8 травня 2025.
6. 1 2 3 4 5 6 7 8 9  Quién es quién en El Eternauta: personajes clásicos y novedades [Who is who in The Eternaut: classic and new characters]. La Voz del Interior (ісп.). 26 квітня 2025. Архів оригіналу за 27 квітня 2025. Процитовано 27 квітня 2025.
7. 1 2  García, Fernando; Ostuni, Hernán (September 2002). Historieta & Sociedad: El Eternauta [Comic books & Society: The Eternaut] (PDF). Revista latinoamericana de estudios sobre la historieta (ісп.). La Habana, Cuba: Pablo de la Torriente Editorial. Архів (PDF) оригіналу за 23 червня 2023. Процитовано 22 червня 2023.
8. 1 2 3  ¿Qué pasa con "El Eternauta"?: la adaptación de la historieta se retrasa y hay misterio [What is going on with "The Eternaut"?: the comic book adaptation is delayed and shrouded in mystery]. El Día (ісп.). 20 вересня 2022. Архів оригіналу за 28 вересня 2022. Процитовано 24 червня 2023.
9. 1 2 3  Las grandes películas que nunca veremos [Great films we will never see]. Página 12 (ісп.). 20 травня 2007. Архів оригіналу за 11 лютого 2021. Процитовано 23 червня 2023.
10. ↑  Vazquez, Cristian (27 квітня 2007). El largo camino de "El Eternauta" para llegar al cine [The long road for "The Eternaut" to get to the cinema]. Clarín (ісп.). Архів оригіналу за 5 січня 2015. Процитовано 23 червня 2023.
11. ↑  Lucrecia Martel, por qué el fracaso del proyecto de "El Eternauta" la llevó a "Zama" [Lucrecia Martel, why "The Eternaut" project failing led her to "Zama"]. La Gaceta Salta (ісп.). 6 вересня 2017. Архів оригіналу за 14 травня 2023. Процитовано 24 червня 2023.
12. ↑  La historia que nunca se pudo adaptar: "El Eternauta", ¿llega a Netflix? [The story that could never be adapted: is "The Eternaut" coming to Netflix?]. El Día (ісп.). 19 лютого 2020. Архів оригіналу за 5 березня 2020. Процитовано 24 червня 2023.
13. ↑  Frías, Miguel (1 квітня 2018). Alex de la Iglesia: "Quiero hacer El Eternauta con Ricardo Darín" [Alex de la Iglesia: "I want to make The Eternaut with Ricardo Darín"]. Clarín (ісп.). Архів оригіналу за 12 травня 2023. Процитовано 24 червня 2023.
14. 1 2 3 4 5 6 7 8 9 10  Pintos, Guillermo E. (5 березня 2025). Bruno Stagnaro habla de "El Eternauta": "Va directo al corazón de la argentinidad" [Bruno Stagnaro on "the Eternaut": "It goes straight to the heart of Argentinity"]. Infobae (ісп.). Архів оригіналу за 6 березня 2025. Процитовано 6 березня 2025.
15. 1 2 3 4 5  Clarke, Stewart (2 травня 2025). 'The Eternaut': Inside Netflix's Argentinian Sci-Fi Survival Drama & Ambitious Season 2 Plans. Deadline Hollywood. Архів оригіналу за 2 травня 2025. Процитовано 3 травня 2025.
16. ↑  Ricardo Darín protagonizará la serie de Netflix sobre "El Eternauta" [Ricardo Darín will star in the Netflix series about "The Eternaut"]. Tiempo Argentino (ісп.). 24 квітня 2023. Архів оригіналу за 24 квітня 2023. Процитовано 3 травня 2025.
17. ↑  Zucchi, Marina (19 лютого 2020). Netflix confirmó que hará la serie de El Eternauta [Netflix confirmed they will make a The Eternaut series]. Clarín (ісп.). Архів оригіналу за 27 травня 2022. Процитовано 24 червня 2023.
18. ↑  Fernández Cruz, Martín (22 лютого 2020). La historia de El Eternauta, un proyecto maldito que Netflix convertirá en serie [The history of The Eternaut, a cursed project that Netflix will turn into a series]. La Nación (ісп.). Архів оригіналу за 27 травня 2023. Процитовано 24 червня 2023.
19. ↑  Stiletano, Marcelo (8 серпня 2021). Netflix en la Argentina: del estreno de El reino a la ansiedad por la llegada de El eternauta [Netflix in Argentina: from the release of The Kingdom to the expectations for the arrival of The Eternaut]. La Nación (ісп.). Архів оригіналу за 27 травня 2023. Процитовано 24 червня 2023.
20. ↑  "El Eternauta": lo que se sabe hasta el momento de la adaptación de Netflix ["The Eternaut": what we know so far about the Netflix adaptation]. La Voz del Interior. 19 серпня 2021. Архів оригіналу за 29 січня 2023. Процитовано 24 червня 2023.
21. 1 2 3  Féminis, Patricio (13 березня 2025). El Eternauta en Netflix: cómo se creó la serie que convirtió a Buenos Aires en un paisaje apocalíptico [Netflix the Eternaut: how the series that turnes Buenos Aires into an apocalyptic landscape was made]. Clarín (ісп.). Архів оригіналу за 13 березня 2025. Процитовано 13 березня 2025.
22. ↑  Primer paso del programa de "Cash rebate" en Buenos Aires, para cine y series [First step on the "Cash Rebate" program in Buenos Aires, for films and series]. Infobae (ісп.). 16 лютого 2023. Архів оригіналу за 7 березня 2023. Процитовано 25 червня 2023.
23. ↑  A 24 horas de su estreno, ya confirmaron la temporada 2 de El Eternauta en Netflix: qué se sabe de la segunda parte [24 hours after its release, a second season of The Eternaut was already confirmed at Netflix: what we know of part two]. Clarín (ісп.). 1 травня 2025. Архів оригіналу за 1 травня 2025. Процитовано 3 травня 2025.
24. 1 2 3  Novak, Juan Ignacio (15 квітня 2025). "El Eternauta": por qué la serie puede ser un hito ["The Eternaut": why the series might be a milestone]. El Litoral (ісп.). Архів оригіналу за 16 квітня 2025. Процитовано 15 квітня 2025.
25. 1 2 3  Broderson, Diego (20 квітня 2025). Bruno Stagnaro, director de "El eternauta", revela los jugosos entretelones de la serie de Netflix [Bruno Stagnaro, director of "The Eternaut", unveils the Netflix series's juicy behind-the-scenes]. Página 12 (ісп.). Архів оригіналу за 21 квітня 2025. Процитовано 21 квітня 2025.
26. 1 2 3 4  Respighi, Emanuel (30 березня 2025). "El eternauta": así será la versión de Netflix de la historia de Héctor Germán Oesterheld ["The Eternaut": here's the Netflix version of Héctor Germán Oesterheld's story]. Página 12 (ісп.). Архів оригіналу за 1 квітня 2025. Процитовано 31 березня 2025.
27. ↑  Oesterheld y el héroe colectivo [Oesterheld and the collective hero]. La Capital (ісп.). 5 жовтня 2019. Архів оригіналу за 9 квітня 2020. Процитовано 17 березня 2025.
28. ↑  Respighi, Emanuel (26 квітня 2025). Ricardo Darín: "'El Eternauta' elige enaltecer lo colectivo" [Ricardo Darín: "'The Eternaut' chooses to praise collectiveness"]. Página 12 (ісп.). Архів оригіналу за 27 квітня 2025. Процитовано 2 травня 2025.
29. ↑  Rabanal, Antonela (12 травня 2023). "El Eternauta": la serie basada en la historieta argentina inició su rodaje ["The Eternaut": the series based on the Argentine comic has started filming]. Infobae (ісп.). Архів оригіналу за 12 травня 2023. Процитовано 12 травня 2023.
30. ↑  Benvenuto, Agustina (12 травня 2023). 'El Eternauta' series starts to become reality: filming began in Buenos Aires. Netflix. Архів оригіналу за 25 червня 2023. Процитовано 25 червня 2023.
31. ↑  Se filtraron las primeras imágenes de la filmación de El Eternauta con Ricardo Darín: nieve en Buenos Aires y camiones militares [First images of The Eternaut filming with Ricardo Darín have leaked: snow in Buenos Aires and military trucks]. Infobae (ісп.). 22 червня 2023. Архів оригіналу за 23 червня 2023. Процитовано 26 червня 2023.
32. ↑  Continúa sin descansos el rodaje de "El Eternauta", la esperada serie de Netflix protagonizada por Ricardo Darín [Filming for "The Eternaut", the awaited Netflix series starring Ricardo Darín, continues without rest]. Tiempo Argentino (ісп.). 4 жовтня 2023. Архів оригіналу за 24 жовтня 2023. Процитовано 23 жовтня 2023.
33. ↑  Ricardo Darín agenda completa: se retrasó el rodaje de "El Eternauta" [Ricardo Darín fully booked: filming for "The Eternaut" was delayed]. El Planeta Urbano (ісп.). 7 листопада 2023. Архів оригіналу за 10 листопада 2023. Процитовано 10 листопада 2023.
34. ↑  Reynoso, Matías (1 січня 2024). Las 10 series más esperadas de 2024: The Boys, El Eternauta, The Penguin y más [The 10 most anticipated shows in 2024: The Boys, The Eternaut, The Penguin and more]. Ámbito Financiero (ісп.). Архів оригіналу за 1 січня 2024. Процитовано 3 січня 2024.